# Изо (Верхние Пиренеи)
Изо́ (фр. Izaux, окс. Isaus) — коммуна во Франции, находится в регионе Юг — Пиренеи. Департамент — Верхние Пиренеи. Входит в состав кантона Барт-де-Нест. Округ коммуны — Баньер-де-Бигор.
Код INSEE коммуны — 65231.

## География

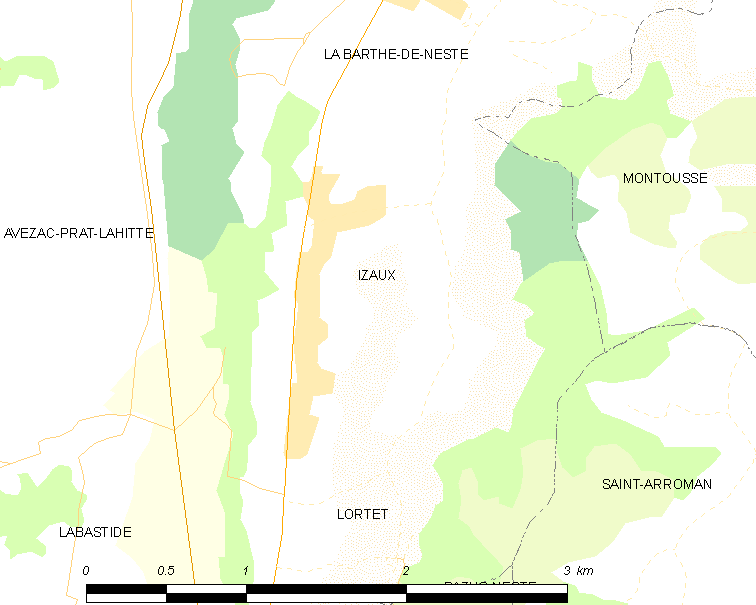
Карта коммуны

Коммуна расположена приблизительно в 670 км к югу от Парижа, в 110 км юго-западнее Тулузы, в 31 км к юго-востоку от Тарба.
По территории коммуны протекает река Нест и проходит канал Нест.

## Климат
Климат умеренно-океанический с солнечной тёплой погодой и обильными осадками на протяжении практически всего года.

## Население
Население коммуны на 2010 год составляло 184 человека.
| 1962 | 1968 | 1975 | 1982 | 1990 | 1999 | 2010 |
| ---- | ---- | ---- | ---- | ---- | ---- | ---- |
| 228  | 231  | 196  | 194  | 201  | 185  | 184  |

## Администрация
| Период | Период | Фамилия         | Партия | Примечания |
| ------ | ------ | --------------- | ------ | ---------- |
| 2001   | 2014   | Рене Мопоме     |        |            |
| 2014   | 2020   | Элизабет Дюсюэн |        |            |

## Экономика
В 2010 году среди 113 человек трудоспособного возраста (15-64 лет) 80 были экономически активными, 33 — неактивными (показатель активности — 70,8 %, в 1999 году было 72,1 %). Из 80 активных жителей работали 76 человек (39 мужчин и 37 женщин), безработных было 4 (3 мужчин и 1 женщина). Среди 33 неактивных 13 человек были учениками или студентами, 12 — пенсионерами, 8 были неактивными по другим причинам.

## Достопримечательности
- Руины доисторических и античных сооружений
- Руины галло-романской виллы Альяс (IV век)
- Приходская церковь XIX века
- Часовня Нотр-Дам-де-Барт